# Rudolf von Chavanne

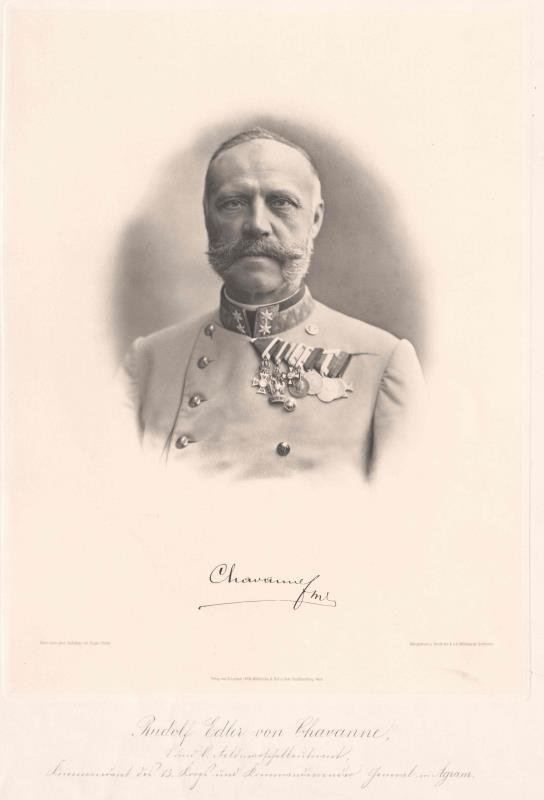

Rudolf Chavanne, bis 1919 Edler von Chavanne (* 23. Juni 1850 in Ungarisch Weißkirchen/Fehértemplom, Komitat Temesvár (heute Bela Crkva); † 30. Oktober 1936 in Graz) war K. u. K. General der Infanterie und zuletzt Korpskommandant des XIII. Armee-Korps und Kommandierender General in Agram.

## Leben
Rudolf von Chavanne wurde als Sohn von Joseph Ludwig Edler von Chavanne und dessen erster Ehefrau Karolina geb. Rakittievich von Toplitza im Jahr 1850 in Ungarisch Weißkirchen geboren. Nach der Pensionierung seines Vaters und dem frühen Tod seiner Mutter kam Chavanne bereits 1861 mit knapp zwölf Jahren als Zögling in das Kadetteninstitut in Marburg an der Drau, dem im Herbst 1865 seine Aufnahme in die Artillerie-Akademie in Mährisch-Weißkirchen folgte. Am 18. August 1869 wurde er als Unterleutnant dem Niederösterreichischen Festungsartillerie-Bataillon Nr. 4 zugeteilt, dem Ende Juli 1870 seine Versetzung zum Galizischen Feldartillerie-Regiment Nr. 9 folgte, welches zuerst in Wien und ab 1871 in Lemberg stationiert war. Nach dreijähriger Truppendienstleistung erfolgte im Herbst 1872 dann seine Aufnahme in die Kriegsschule, deren ausgezeichnete Absolvierung die Grundlage seiner Aufnahme in den Generalstab war.
Als Oberleutnant des Generalstabs erfolgte im Frühjahr 1875 die Einteilung als Brigadegeneralstabsoffizier nach Krakau zum Mährischen Infanterie-Regiment „Frhr. v. Grueber“ Nr. 54. 1876 wurde er dem Kommando der 6. Infanterie-Truppen-Division in Graz zugeteilt, dem nach seiner am 1. November 1877 erfolgten Beförderung zum Hauptmann im Generalstab, die Teilnahme am Bosnischen Feldzug von 1878 und danach die Versetzung zum Korpskommando in Graz folgten. Nach seiner Teilnahme an den Übungen der 28. Infanterie-Truppen-Division in der Gegend um Laibach wurde er im August 1880 von Feldmarschalleutnant Freiherr von Schönfeld zur Dienstleistung bei Hof bestimmt, wo er zunächst als Adjutant dem Generaladjutanten des Kaisers, Feldzeugmeister Freiherr von Mondel, zugeteilt war. Am 1. November 1884 erfolgte dann seine Ernennung zum Flügeladjutanten von Kaiser Franz Joseph I. Chavanne wurde auf eigene Bitte hin – was bis dahin noch nie vorgekommen war – wieder zum Truppendienst eingeteilt. So kam er am 1. Mai 1886 als Major zum Infanterie-Regiment „Ludwig IV. Großherzog v. Hessen“ Nr. 14 nach Linz. Mit 8. Dezember 1887 wieder dem Generalstab zugeteilt, wurde er daraufhin Generalstabschef der 36. Infanterie-Truppen-Division in Agram. Nach der Beförderung zum Oberstleutnant am 1. November 1889 aus Agram abberufen, wurde er daraufhin nach Wien in das Landesbeschreibungsbureau des Generalstabs versetzt. Nach zahlreichen Reisen, Manövern und Übungen mit 1. Mai 1891 zum Oberst ernannt, teilte man ihn als Vortragender dem Stabsoffizierskurs zu. Nach seiner Teilnahme an den Manövern in Güns wurde er zum Kommandanten des Ungarischen Infanterie-Regiments „Erzherzog Ludwig Viktor“ Nr. 65 in Ungvár ernannt. Im Herbst des Jahres 1895 nahm er als offizieller Beobachter an den Herbstmanövern in Schweden teil. Mit seiner am 1. Mai 1897 erfolgten Beförderung zum Generalmajor wurde er Kommandant der 37. Infanterie-Brigade in Pilsen in Böhmen, worauf er 1901 nach Laibach versetzt wurde, wo er zum 1. Mai 1901 zum Feldmarschalleutnant und Kommandant der 28. Infanterie-Truppen-Division ernannt worden war. Im Juli 1906 mit dem Korpskommando in Agram betraut, wurde er im Jänner 1907 Kommandant des XIII. Armee-Korps und kommandierenden General in Agram.
Am 1. Mai 1907 zum Feldzeugmeister befördert, wurde er jedoch – vermutlich aufgrund einer gegen ihn vom Kommandanten des VII. Landwehrdistrikts Feldmarschalleutnant Raimund Gerba (1849–1918), eines Freundes des seit 1906 als Generalstabschef fungierenden Feldmarschallleutnants von Franz Conrad v. Hötzendorf (1852–1925), angezettelten Intrige – im November 1907, wie es im offiziellen Wortlaut hieß, „auf eigenen Wunsch“ aus „gesundheitlichen Gründen“ auf Wartegebühr beurlaubt. Am 15. November 1908 zum K.u.K. General der Infanterie befördert, erfolgte die offizielle Pensionierung erst am 1. Mai 1914. Seinem zu Beginn des Ersten Weltkrieges eingereichten Gesuch um Reaktivierung wurde aufgrund seines Ranges und Alters nicht mehr stattgegeben. In der Folge wurde er durch das k.u.k. Kriegsministerium jedoch mit der Leitung des patriotischen Jungschützenvereines beauftragt, wofür ihm Kaiser Karl I. im Jahr 1916 noch die Kriegsdekoration mit den Schwertern zum Großkreuz des Franz-Joseph-Ordens verlieh. Er starb in Graz am 30. Oktober 1936 und wurde auf dem St.-Leonhard-Friedhof beigesetzt.

### Orden
- Großkreuz des kaiserl. österr. Franz-Joseph-Ordens (1914) mit Kriegsdekoration und Schwertern (1916)
- Leopold-Orden III. Klasse (1905)
- Orden der Eisernen Krone III. Klasse (1893)
- Militärverdienstkreuz mit Schwertern (1894)
- Militärverdienstmedaille "Signum Laudis" mit Schwertern
- Kriegsmedaille
- Silberne Jubiläums-Hof-Medaille
- Militär-Jubiläumskreuz
- Militärdienstzeichen III. Klasse
- Kommandeur des Großkreuzes des kaiserl. ottomanischen Sonnen- und Löwenordens
- Kommandeur des kgl. schwedischen Schwert-Ordens (1895)
- Ritter des kaiserl. russischen St. Stanislaus-Ordens II. Klasse (1882)
- Ritter des kaiserl. russischen St. Annen-Ordens III. Klasse (1882)
- Ritter der Ehrenlegion (1881)
- Ritter des kgl. preußischen Roten Adlerordens III. Klasse (1884)
- Ritter des kgl. preußischen Kronenordens III. Klasse (1882)
- Ritter des kgl. italienischen Mauritius und Lazarusordens III. Klasse (1881)
- Ritter des kgl. belgischen Leopoldordens III. Klasse (1881)
- Ritter des kgl. serbischen Weißen Adlerordens III. Klasse (1884)
- Offizierskreuz des Takovo-Ordens (1883)
- fürstl. montegrinisch-Tschernogorischer Unabhängigkeitsorden III. Klasse

## Familie
Chavannes Eltern waren Joseph Ludwig Edler von Chavanne (Adelserhebung durch Kaiser Franz Joseph I. in Gödöllö am 27. September 1871), k. k. Major im Banater Militär Grenz-Infanterie-Regiment Nr. 14. (* 6. Dezember 1806 in Olmütz, † 25. Oktober 1887 in Graz) und dessen erste Ehefrau Karolina Rakittievich von Toplitza (* 1. Januar 1819 in Nova Gradišca, Komitat Požega, Kroatien, † 10. Januar 1859 in Gaaden, Niederösterreich), Tochter des k.k. Oberst und Kommandant des Illyrisch-Banater-Grenz-Infanterie-Regiments Nr. 18 Stephan Rakittievich von Toplitza und der Karolina von Gregus. In zweiter Ehe heiratete sein Vater in Graz am 5. Juli 1862 Juliana Edle von Krisch (* 20. Januar 1831 in Teschen, † 23. März 1903 in Dresden), Tochter des k. k. Obergrenz-Kommissärs Johann Rr. von Krisch und der Amalie von Rizzoli.
Der ältere Bruder seines Vaters war der Franz Norbert Edler von Chavanne (Adelserhebung durch Kaiser Franz Joseph I. am 14. November 1848, * 14. August 1802 in Venedig, † 7. September 1872 in Linz), k. k. Feldmarschalleutnant, Ehrenbürger der Städte Hermannstadt/Nagyszeben, Klausenburg/Kolozsvár und Temesvár in Siebenbürgen, verheiratet mit Theresia Freiin von Schimmelpfennig (1800–1838), später mit Eleonore Freiin von Wöber (1814–1875).
Ihr Neffe, der Sohn ihres jüngsten Bruders Carl Anton Chavanne (1808–1878) und der Cornelia Albrecht (1821–1862) war der bekannte Kartograph Josef Chavanne (* 7. August 1846 in Graz, † 7. Dezember 1902 in Buenos Aires).
Rudolf von Chavanne heiratete in Graz am 16. November 1884 Maria Anna Künigl Gräfin zu Ehrenburg, Freiin von Warth (* 11. September 1864 in Prag, † 17. April 1947 in Graz), Tochter des k. k. Generalmajors Aloys Künigl Graf zu Ehrenburg, Freiherr von Warth und der Anna Troyer von Aufkirchen und Thurn. Das Paar hatte 5 Kinder:
- René (1886–1976), K.u.K. Olt. d. Res a. D.., Dr. utr. jur., wirkl. Hofrat verh. I. Ehe Wien 12. Juli 1913 [gesch....]  Rosa Kantor (* 1875, ...ermordet KZ Maly Trostinec), verh. II. 1920 Ehe Marburg a. d, Drau mit Renata Büttner (1896–1953), verh. III. Sophie Szentmihály de Szentmihályfalva (1900–1978).
- Felicie (1888–1960) verh. Radovan Marjanovich de Zavalje (1876–1933), Dr. utr. iur., Rechtsanwalt in Agram/Zagreb.
- Leonie (1890–1973) verh. Edmund Koschatzky (1883–1961), wirkt. Hofrat Dr. utr. iur.; Vater des wirkl. Hofrats Univ. Prof. Dr. Walter Koschatzky (1921–2003), Kunsthistoriker u. 1962–1986 Dir. d. Graph. Sammlung Albertina in Wien.
- Harald (1900–1937) K.u.K. Seeaspirant a. D., Ing., verh. Elfriede Wunderlich (1906–1971)
- Hildegarde Marie (1901–1988) verh. Rudolf Freiherr von Steeb (1879–1958), Dr. utr. iur. und k. k. Bezirks-Kommissär in Rann, Sohn des Geodäten, K. u. K. Wirkt. Geh. Rats u. Generals der Infanterie Christian Freiherr von Steeb (1848–1921), auf Golubovec (Kroatien).

Quelle: Information aus dem Familienstammbaum der Familie Chavanne